# 韋姆蘭公爵卡爾·菲利普王子
韋姆蘭公爵卡爾·菲利普王子（Prince Carl Philip, Duke of Värmland，1979年5月13日—）為瑞典現任國王卡尔十六世·古斯塔夫之第二個孩子，亦為家中之獨子。出生时，由于瑞典王国宪法尚未修改，卡尔·菲利普王子為瑞典王位第一順位繼承人。同年11月修改宪法后，其姊維多利亞王儲取代他成为瑞典王储。妹妹為玛德琳公主。现在由于外甥女艾絲黛拉公主、外甥奥斯卡王子出生，為王位第四順位继承人。

## 簡歷
1979年5月13日，卡爾·菲利普王子生於斯德哥爾摩斯德哥爾摩王宮，是瑞典國王卡爾十六世·古斯塔夫的第二個孩子和獨子，同年8月31日在斯德哥爾摩王宮的皇家教堂舉行洗禮。
1984年，王子在一間學校就讀學前班， 直到1986年於斯德哥爾摩市一個地區的學校完成初等教育，然後他再另一個小學接受中等教育。
1992年秋天，他在斯德哥爾摩市內中學接受中等教育，1994年的秋天，他在美國的康乃狄克洲肯特市的肯特中學接受中等教育，兩年後他回來瑞典在韋姆蘭的一個高中學校接受高中教育，他繼續在這個高中學校攻讀科學課程直到1999年高中畢業為止。

## 個人生活
王子在2010年開始和模特兒蘇菲亞·赫爾克維斯交往，王室在同年八月證實了他們的關係。2014年6月27日，王室宣布王子和赫爾克維斯訂婚的消息。10月23日，王室宣布两人将在2015年6月13日举行婚礼。最终在斯德哥尔摩完成婚礼。
2016年4月19日，長子亞歷山大王子出生。一年後，2017年8月31日次子出生。2021年3月26日，第三位孩子朱利安王子出生。2025年2月7日，長女出生。他們都出生於丹德呂德市的卡羅琳學院附屬的丹德呂德醫院。

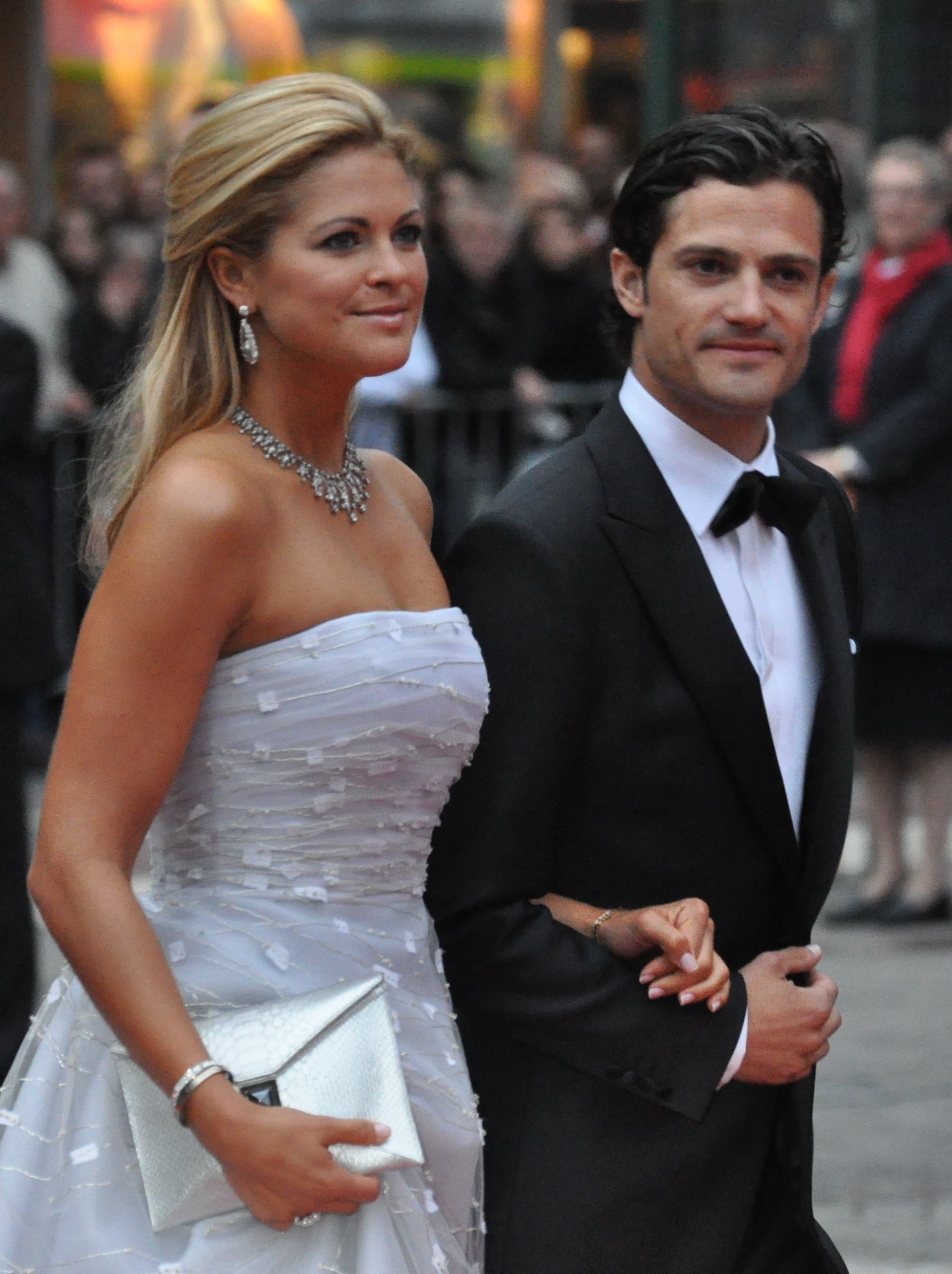
卡爾·菲利普王子和馬德琳公主